# Brigitte Thurm
Brigitte Thurm (* 28. August 1932 in Meuselwitz; † 2. November 2020) war eine deutsche Schriftstellerin, Theaterwissenschaftlerin und Kulturfunktionärin.

## Leben
Brigitte Thurm wurde 1932 in Meuselwitz, Landkreis Altenburg, Land Thüringen, geboren. Nach dem Abitur studierte sie ein Jahr Musik am Thüringer Landes-Conservatorium in Erfurt, danach vier Jahre Theaterwissenschaft in Weimar und Leipzig. 1969 erlangte sie (unter ihrem damaligen Namen Redeker-Thurm) an der Humboldt-Universität zu Berlin in der Sektion Ästhetik und Kunstwissenschaft den akademischen Grad „Dr. phil.“ mit der Dissertation A Peter Weiss – Dramatiker des Übergangs. Untersuchungen zur Schaffensperiode von 1963 bis 1967. Ihre Dissertation B, wieder an der HU Berlin, lautete 1985: Material der Wirklichkeit und künstlerische Erfindung. Zur Synthese von Fakt und Fiktion, von Dokument und szenischer Gestaltung in sozialistischen Kinospielfilmen und Fernsehmischformen.
Sie übte eine wissenschaftliche und lehrende Tätigkeit an der Humboldt-Universität sowie an der Hochschule für Film und Fernsehen der DDR in Potsdam-Babelsberg aus. Außerdem war sie als Kulturfunktionärin Redakteurin bei Theater der Zeit und Präsidiumsmitglied der Urania – Gesellschaft zur Verbreitung wissenschaftlicher Kenntnisse. In ihren Funktionen bereiste sie die DDR und das benachbarte Ausland. Vor allem verfasste sie Aufsätze zum sozialistischen und bürgerlichen Dramenschaffen, Theaterkritiken und Essays zu Film- und Fernsehthemen und -problemen. Beispielhafte Vortragsthemen waren: Entwicklungswege der sozialistischen Dramatik in der DDR und Probleme der Kultur und der sozialistischen Lebensweise in der propagandistischen Arbeit der URANIA.
Sie war Mitautorin des von Karl Heinz Berger herausgegebenen dreibändigen Schauspielführers, Autorin von Lyrikbänden und lebte in Wandlitz bei Berlin.

## Verena
Die Niederschrift von Verena war ihr in einer bestimmten Lebensphase trotz berufsbedingter Auslastung „zur unwiderstehlichen Versuchung, sogar zum inneren Zwang […], das als dringend oder drängend Empfundene zu Papier zu bringen“, geworden. Das eruptiv in wenigen freien Stunden und schlafverkürzenden Nachtschichten Aufnotierte beschränkte sich folglich auf das Nötigste, das „unbedingt Mitteilenswerte“, wodurch sich ein knapper, zur Skizzenhaftigkeit neigender Stil ergab. Sie sah in dieser Zeitbeschränkung den Vorteil, „vor Überflüssigem bewahrt zu bleiben“. Claus Hammel schrieb zu Verena im Sonntag: „Der Verdacht, die Erzählung sei eigentlich kostümierter Essay in eigener Sache, liegt nahe.“ Woran Thurm den Leser teilhaben lasse, sei ein „Nachdenken über Dasein, Beruf und Verantwortung, wie es etwa den Künstler und Schriftsteller von Zeit zu Zeit heimsuchen mag“. Er erkannte die Getriebenheit der Autorin: „Ich hatte den Eindruck, von einem sehr schnell geschriebenen Text, der streckenlang ohne jegliche Gestaltung vorübereilt, reines Material referiert und von einem Punkt zum nächsten hastet, um den nicht zu verlieren, und so fort.“

## Werke

### Prosa und Lyrik
- Verena. Hinstorff Verlag, Rostock 1972.
- Verlangen. Hinstorff Verlag, Rostock 1972.
- Liebe lässt sich nicht belügen. Roman. Scherz, Bern/München/Wien 1989, ISBN 3-502-11760-8.
- Mildernde Umstände. Mündige Verse zum Tag, zur Zeit und zur Liebe. Libri Books on Demand, Norderstedt 2001, ISBN 3-8311-1965-1.
- Bis dir aufgeht: dieser Mensch bist du. Ungeniert Gereimtes zum Stand der Dinge, Verse zur Liebe und mehr. Books on Demand, Norderstedt 2005, ISBN 3-8334-3591-7.
- Unverhoffter Ausgang. Verse zur Zeit und zur Welt. Gedichte über die Liebe. Books on Demand, Norderstedt 2005, ISBN 978-3-8482-6745-3.

### Theaterwissenschaftliche Essays und Interviews (Auswahl)
- Mit Anneliese Große: Gesellschaftliche Irrelevanz und manipulierbare Subjektivität. In: Weimarer Beiträge. Zeitschrift für Literaturwissenschaft, Ästhetik und Kulturtheorie, Aufbau-Verlag, Berlin/Weimar, Heft 2/1970, S. 151–181.
- Schlacht um uns selbst. Zur künstlerischen Grundaufgabe in Drama und Theater. In: Theater der Zeit, Henschelverlag Kunst und Gesellschaft, Berlin, Heft 3/1970, S. 4–7.
- Gesellschaft, Kollisionen, Persönlichkeit. Gedanken zu Konfliktstrukturen und Genrefragen unserer Dramatik. In: Theater der Zeit, Henschelverlag Kunst und Gesellschaft, Berlin, Heft 5/1970, S. 10–12.
- Der Produzent im Theater. Gedanken zu Struktur- und Genrefragen unserer Dramatik (II). In: Theater der Zeit, Henschelverlag Kunst und Gesellschaft, Berlin, Heft 9/1970, S. 8–10.
- Theater und Territorium. Theaterspielen – wofür und für wen? In: Theater der Zeit, Henschelverlag Kunst und Gesellschaft, Berlin, Heft 2/1971, S. 6 f.
- Geschichte für die Gegenwart. Aspekte des historischen Theaterstücks im Westen. In: Theater der Zeit, Henschelverlag Kunst und Gesellschaft, Berlin, Heft 4/1971, S. 44–46.
- Positionen. Westdeutsche Arbeitswelt im Drama. In: Theater der Zeit, Henschelverlag Kunst und Gesellschaft, Berlin, Heft 6/1971, S. 43 f.
- Theater als Geschlechterfrage? Frauen in unseren Stücken. In: Theater der Zeit, Henschelverlag Kunst und Gesellschaft, Berlin, Heft 7/1971, S. 4–6.
- Partnerschaft als Leitungsprinzip. Über Erfahrungen der Arbeit mit dem „Theaterbeschluß“ des FDGB in Magdeburg. In: Theater der Zeit, Henschelverlag Kunst und Gesellschaft, Berlin, Heft 4/1972, S. 35 f.
- Vorschläge für ein Volkstheater. Ein Gespräch mit Manfred Wekwerth. In: Theater der Zeit, Henschelverlag Kunst und Gesellschaft, Berlin, Heft 7/1972, S. 14 f.
- Theater der Sprachlosigkeit. Altes in ein paar neuen Stücken aus der BRD und aus Österreich. In: Theater der Zeit, Henschelverlag Kunst und Gesellschaft, Berlin, Heft 9/1972, S. 50 f.

### Theaterwissenschaftliche Buch-Publikationen
- Als Mitautorin und Redaktionsmitglied: Schauspielführer in drei Bänden. Henschel Kunst und Gesellschaft, Berlin 1963–1964 (bis zur 6. Auflage 1971–1972 mehrfach überarbeitet und erweitert).